# لانغ كامبل
لانغ كامبل (بالإنجليزية: Lang Campbell)‏ هو لاعب كرة قدم أمريكية أمريكي، ولد في 25 سبتمبر 1981 في وينشستر في الولايات المتحدة.

## وصلات خارجية
- لانغ كامبل على موقع كلية كرة السلة في سبورتس رفرنس.كوم (الإنجليزية)